# ساريا دي تير
بلدية ساريا دي تير (بالإسبانية: Sarriá de Ter) هي بلدية تقع في مقاطعة جرندة التابعة لمنطقة كتالونيا شمال شرق إسبانيا.

## الديموغرافيا
بلغ عدد سكان بلدية ساريا دي تير 4.714 نسمة عام 2011 (وفقاً للمعهد الوطني الإسباني للإحصاء).
| 3.032 | 3.347 | 3.730 | 4.036 | 4.144 | 4.468 | 4.714 |

## أعلام
- جوردي ريبيرا